# Taloqan
Taloqan, även Taluqan eller Taleqan, är en stad i norra Afghanistan. Staden är huvudstad för provinsen Takhar och för distriktet Taloqan. Folkmängden uppgår till cirka 70 000 invånare.
Marco Polo (1254-1324) beskriver Taloqan i sin reseberättelse:
| ”            | [..] kommer man till en borg vid namn Thaikan. Den ligger i en ljuvlig och fruktbar trakt där en stor sädesmarknad brukar hållas. Kullarna som reser sig söder om borgen är stora och höga. Några av dem består av vitt salt som är utomordentligt hårt. Människor som bor trettio mil därifrån kommer dit för att förse sig därmed då det anses vara det renaste som finns i världen [...] | „ |
| – Marco Polo | |   |

Två tredjedelar av allt salt salt som används i Afghanistan produceras i Takharprovinsen.